# Громова, Екатерина Сергеевна
Екатерина Сергеевна Громова (род. 13 сентября 1986 года, Саратов) — российская волейболистка, диагональная нападающая.

## Биография
Родилась 13 сентября 1986 года в Саратове. Начала заниматься волейболом в местной ДЮСШ № 8 у Ольги Валентиновны Козловой. Затем играла за молодёжную команду самарской «Искры». С 2002 по 2012 год выступала за клуб «Протон», в составе которого дважды становилась бронзовым призёром чемпионата России.
В 2007 году привлекалась в состав сборной России.
Выступала за команды «Енисей» (2012—2013), «Ленинградка» (2013—2014), «Воронеж» (2015—2017).
С 2017 по 2019 год играла за команду «Приморочка».
В сезоне 2019—2020 годов выступала за турецкий клуб «Антальяспор», после чего завершила спортивную карьеру и создала детскую волейбольную школу, где тренирует подростков от 6 до 17 лет.

## Достижения

### С клубами
- Серебряный призёр Кубка Европейской конфедерации волейбола (ЕКВ) 2005
- Двукратный бронзовый призёр чемпионатов России (2004, 2005)
- Бронзовый призёр Кубка России 2007